# 王恂 (元)
王 恂（おう じゅん、1235年 - 1281年）は、元朝初期の数学者。字は敬甫。諡は文粛。中山府唐県の出身。

## 生涯
父の王良は金末に中山府掾に就任し、無実で投獄された数百人を解放してからは官職を退き儒学に専心し、天文・律・暦にも精通した人物であった。
3歳より文字を学び、6歳から学問をはじめ、13歳で「九数」を習得する。1249年（己酉）に劉秉忠が磁州で王恂を見いだし、1253年（癸丑）にクビライに推薦され六盤山でクビライと謁見、太子伴読に任命されチンキムの教育を担当した。中統2年（1261年）に太子賛善に昇進し、チンキムの側近として起居飲食をともにし、勉学を指導した。チンキムが算学について下問した時に王恂は「算数は六芸の一つ。国家を定め人民を安んずる大事である」と回答している。
当時使用されていた大明暦は200年が経過したことから誤差が生じ修正の必要に迫られていた。王恂は許衡や郭守敬らとともに40余家の暦書を参考にするとともに天文観測を続け、授時暦を完成させている。
至元18年（1281年）、父の死去に伴い王恂は服喪のため官職を辞した。服喪期間に王恂も病死している。清廉な性格であり蓄財がなかったことから朝廷は二千貫を葬儀費用として下賜し、また暦法改定に功績があったとして別に帑銀五千貫を遺族に下賜している。
延祐2年（1315年）、元朝より推忠守正功臣・光禄大夫（従一品）・司徒・上柱国・定国公とされ、文粛と諡された。